# Castelfondo
Castelfondo är en ort och frazione i kommunen Borgo d'Anaunia i provinsen Trento i regionen Trentino-Sydtyrolen i Italien. Kommunen upphörde den 31 december 2019 och bildade tillsammans med kommunerna Fondo och Malosco den nya kommunen Borgo d'Anaunia. Den tidigare kommunen hade 601 invånare (2018).